# 2132 Zhukov
2132 Zhukov (1975 TW3) là một tiểu hành tinh vành đai chính được phát hiện ngày 3 tháng 10 năm 1975 bởi L. I. Chernykh ở Đài vật lý thiên văn Crimean. Nó được đặt theo tên Soviet Marshal Georgy Zhukov.